# Julia Pępiaková
Julia Pępiaková (21. září 1890 Bełżec – 17. března 1971 Śródborów) byla Polka, která během druhé světové války a německé okupace Polska tři roky (od roku 1941) až do osvobození ukrývala v Bełżci dvě židovské ženy – Salomeu Helmanovou a její dceru Bronii.
Dne 27. prosince 1999 obdržela Julia Pępiaková titul Spravedlivý mezi národy udělovaný památníkem Jad vašem v Jeruzalémě. Byla pohřbena na hřbitově Bródno ve Varšavě. Její syn Zygmunt Pępiak se stal katolickým knězem, františkánem, otcem Sebastianem.
Julia Pępiaková je hlavní protagonistkou v knize „Spravedliví z Bełżce“ od Antoniho Madejského.